# Liste des auteurs de Blake et Mortimer
Cette page recense les scénaristes, dessinateurs, coloristes et lettreurs ayant participé officiellement à au moins un album des Aventures de Blake et Mortimer. Ils sont listés dans l'ordre chronologique du début de leur collaboration à la série.

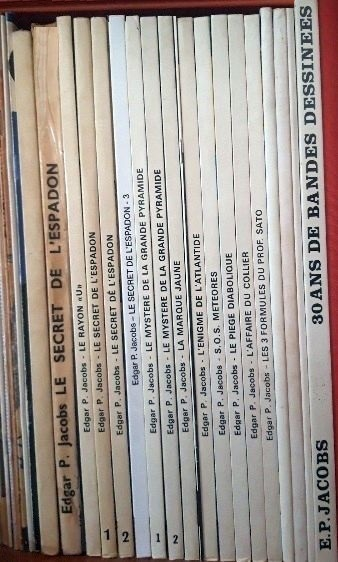
Série aux éditions du Lombard, années 1960, 70 et 80.

## Création de la série

### Auteur originel

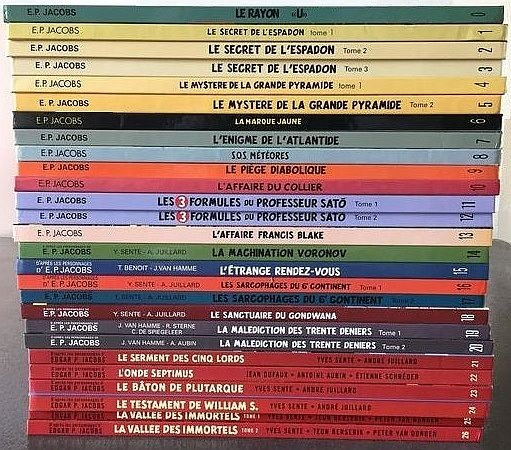
Tomes 1 à 26 de la série actuelle.

- Edgar Pierre Jacobs (1904-1987), auteur complet de 1946 à 1990 (date de sortie d'un album posthume)

1, 2 et 3. Le Secret de l'Espadon, 3 tomes (1946-1949)
4 et 5. Le Mystère de la Grande Pyramide, 2 tomes (1950-1952)
6. La Marque jaune (1953-1954)
7. L'Énigme de l'Atlantide (1955-1956)
8. S.O.S. Météores (1958-1959)
9. Le Piège diabolique (1960-1961)
10. L'Affaire du collier (1965-1966)
11. Les 3 Formules du professeur Satō, tome 1 (1971-1972)
12. Les 3 Formules du professeur Satō, tome 2 (posthume, 1990), dessins de Bob de Moor d'après les travaux d'Edgar P. Jacobs

### Collaborateurs
- Bob de Moor (1925-1992). Il finit en 1990 le diptyque non terminé par Jacobs.

12. Les 3 Formules du professeur Satō, tome 2 (1990), dessins de Bob de Moor d'après les travaux d'Edgar P. Jacobs
- Philippe Biermé (né en 1945), coloriste des rééditions aux Éditions Blake et Mortimer, en collaboration avec Luce Daniels.

1, 2 et 3. Le Secret de l'Espadon, 3 tomes (1984-1986)
- Luce Daniels, coloriste des rééditions aux Éditions Blake et Mortimer.

1, 2 et 3. Le Secret de l'Espadon, 3 tomes (1984-1986)
4 et 5. Le Mystère de la Grande Pyramide, 2 tomes (1986-1987)
- Paul-Serge Marssignac (1937-2007), coloriste des rééditions aux Éditions Blake et Mortimer.

7. L’Énigme de l'Atlantide (1988)
8. S.O.S. Météores (1989)
9. Le Piège diabolique (1990)
10. L’Affaire du collier (1990)
11 et 12. Les Trois Formules du professeur Satō, 2 tomes (1990)

## Repreneurs

### Scénaristes
- Jean Van Hamme (né en 1939), scénariste de 1996 à 2010

13. L'Affaire Francis Blake (1996)
15. L'Étrange Rendez-vous (2001)
19 et 20. La Malédiction des trente deniers, 2 tomes (2009-2010)
28. Le Dernier Espadon (2021)
- Yves Sente (né en 1964), scénariste depuis 2000

14. La Machination Voronov (2000)
16 et 17. Les Sarcophages du 6e continent, 2 tomes (2003-2004)
18. Le Sanctuaire du Gondwana (2008)
21. Le Serment des cinq Lords (2012)
23. Le Bâton de Plutarque (2014)
24. Le Testament de William S. (2016)
25 et 26. La Vallée des Immortels, 2 tomes (2018-2019)
30. Signé Olrik (2024)
- Jean Dufaux (né en 1949), scénariste depuis 2013

22. L'Onde Septimus (2013)
27. Le Cri du Moloch (2020)
- Jean-Luc Fromental (né en 1950) et José-Louis Bocquet (né en 1962), scénaristes depuis 2022

29. Huit Heures à Berlin (2022)

### Dessinateurs
- Ted Benoit (1947-2016), dessinateur de 1996 à 2001 pour Jean Van Hamme

13. L'Affaire Francis Blake (1996)
15. L'Étrange Rendez-vous (2001)
- André Juillard (1948-2024), dessinateur de 2000 à 2024 pour Yves Sente

14. La Machination Voronov (2000)
16 et 17. Les Sarcophages du 6e continent, 2 tomes (2003-2004)
18. Le Sanctuaire du Gondwana (2008)
21. Le Serment des cinq Lords (2012)
23. Le Bâton de Plutarque (2014)
24. Le Testament de William S. (2016)
30. Signé Olrik (2024), posthume
- René Sterne (1952-2006), dessinateur en 2009 (posthume)

19. La Malédiction des trente deniers, tome 1 (2009). Mort en 2006, c'est sa compagne Chantal De Spiegeleer qui termine l'album.
- Chantal De Spiegeleer (née en 1957), dessinatrice en 2009

19. La Malédiction des trente deniers, tome 1 (2009). Elle termine le tome commencé par son compagnon René Sterne.
- Antoine Aubin (né en 1967), dessinateur depuis 2010

20. La Malédiction des trente deniers, tome 2 (2010)
22. L'Onde Septimus (2013), avec Étienne Schréder
29. Huit Heures à Berlin (2022)
- Étienne Schréder (né en 1950), dessinateur depuis 2013

20. La Malédiction des trente deniers, tome 2 (2010), encrage
22. L'Onde Septimus (2013), avec Antoine Aubin
23. Le Bâton de Plutarque (2014), encrage
27. Le Cri du Moloch (2020), avec Christian Cailleaux
- Peter van Dongen (né en 1966), dessinateur depuis 2018

25 et 26. La Vallée des Immortels, 2 tomes (2018-2019), avec Teun Berserik
28. Le Dernier Espadon (2021), avec Teun Berserik
- Teun Berserik (né en 1955), dessinateur depuis 2018

25 et 26. La Vallée des Immortels, 2 tomes (2018-2019), avec Peter van Dongen
28. Le Dernier Espadon (2021), avec Peter van Dongen
- Christian Cailleaux (né en 1967), dessinateur en 2020

27. Le Cri du Moloch (2020), avec Étienne Schréder

### Coloristes
- Madeleine de Mille, coloriste entre 1996 et 2016

13. L'Affaire Francis Blake (1996)
15. L'Étrange Rendez-vous (2001)
16 et 17. Les Sarcophages du 6e continent, 2 tomes (2003-2004)
18. Le Sanctuaire du Gondwana (2008)
23. Le Bâton de Plutarque (2014)
24. Le Testament de William S. (2016)
- Didier Convard, coloriste en 2000

14. La Machination Voronov (2000)
- Laurence Croix, coloriste depuis 2009

19 et 20. La Malédiction des trente deniers, 2 tomes (2009-2010)
21. Le Serment des cinq Lords (2012)
22. L'Onde Septimus (2013)
27. Le Cri du Moloch (2020)
29. Huit Heures à Berlin (2022)
- Peter van Dongen, coloriste depuis 2018

25 et 26. La Vallée des Immortels, 2 tomes (2018-2019)
28. Le Dernier Espadon (2021)

### Lettreurs
- François Batet, lettreur en 1996

13. L'Affaire Francis Blake (1996)
- Sandrine David, lettreuse en 2003 et 2004

16 et 17. Les Sarcophages du 6e continent, 2 tomes (2003-2004)
- Marie Aumont, lettreuse entre 2008 et 2016

18. Le Sanctuaire du Gondwana (2008)
19 et 20. La Malédiction des trente deniers, 2 tomes (2009-2010)
21. Le Serment des cinq Lords (2012)
22. L'Onde Septimus (2013)
23. Le Bâton de Plutarque (2014)
24. Le Testament de William S. (2016), avec Éric Montésinos
- Éric Montésinos, lettreur depuis 2016

24. Le Testament de William S. (2016), avec Marie Aumont
25 et 26. La Vallée des Immortels, 2 tomes (2018-2019)
27. Le Cri du Moloch (2020)
28. Le Dernier Espadon (2021)
29. Huit Heures à Berlin (2022)